# Balaives
Balaives era una comuna francesa que estaba situada en el departamento de Ardenas, de la región de Gran Este, que en 1828 se fusionó con la comuna de Butz, formando la comuna de Balaives-et-Butz.

## Demografía
| Gráfica de evolución demográfica de Balaives entre 1793 y 1821 |
|                                                                |

Los datos demográficos contemplados en este gráfico se han cogido de la página francesa EHESS/Cassini.